# Eosin Hill
Der Eosin Hill ist ein 90 m hoher Hügel auf Südgeorgien. Er ragt 800 m südöstlich des Dartmouth Point an der Küste der Cumberland East Bay auf.
Teilnehmer der Schwedischen Antarktisexpedition (1901–1903) unter der Leitung Otto Nordenskjölds nahmen eine erste grobe Kartierung des Hügels vor. Eine weitere Kartierung erfolgte 1951 durch den Falkland Islands Dependencies Survey. Der Hügel gehört zu einer Reihe geographischer Objekte in der Umgebung des Dartmouth Point, die nach Farbstoffen für histologische Untersuchungen, hier konkret die Eosine, benannt sind.